# Justo Morán
Justo Morán Cornejo, detto Cuto (Vinces, 14 luglio 1924 – 17 agosto 2013), è stato un cestista ecuadoriano.

## Carriera
Con l'Ecuador ha disputato i Campionati del mondo del 1950, segnando 28 punti in 5 partite.